# Asmate jahandiezi
Asmate jahandiezi là một loài bướm đêm trong họ Geometridae.